# الحرب الأهلية في نيكاراغوا (1926-1927)
اندلعت الحرب الأهلية في نيكاراغوا أو الحرب الدستورية بعد انقلاب إيميلانو تشامورو عضو حزب المحافظين أزاح على إثره الحكومة المنتخبة ديمقراطيًا، ما أدى إلى تمرد قاده أعضاء الحزب الليبرالي. انتهى الصراع بعد تدخل عسكري ودبلوماسي من قبل الولايات المتحدة نتج عنه اتفاق تيبيتابا للسلام. رغم انتهاء الحرب الأهلية، رفض جنرال ليبرالي هو أوغستو سيزار ساندينو إلقاء سلاحه وشن متمردو ساندينو حربًا ضد الحكومة النيكاراغوية وقوات مشاة البحرية الأمريكية حتى عام 1933.

## خلفية
احتل مئة من مشاة البحرية الأمريكية نيكاراغوا منذ الحرب الأهلية السابقة عام 1912. جلبت الانتخابات الرئاسية في نيكاراغوا عام 1924 حكومة ائتلافية إلى السلطة، إذ كان المحافظ كارلوس سولورزانو رئيسًا والليبرالي الدكتور خوان ب. ساكاسا نائبًا للرئيس. في 27 يناير 1925، أطلق إميليانو تشامورو، الرئيس السابق لنيكاراغوا وعضو حزب المحافظين، انقلابًا عندما استولى أنصاره المحافظون على قلعة لوما، المبنى العسكري المطل على ماناغوا (عاصمة نيكاراغوا)، ما أجبر سولورزانو وساكاسا على الفرار من البلاد. أزاح تشامورو جميع الليبراليين من الكونغرس النيكاراغوي. رفضت الولايات المتحدة الاعتراف بنظام تشامورو، إذ وصل إلى السلطة من خلال وسائل غير دستورية.

## اندلاع الحرب
تدهور الوضع إلى حرب أهلية في 2 مايو 1926 عندما نزلت مجموعة من المنفيين الليبراليين في بلوفيلدز. اشتعلت نيران التمرد في الساحل الشرقي لنيكاراغوا. ارتدت القوات الليبرالية عصابات حمراء، بينما ارتدى المحافظون اللون الأزرق. ومع ذلك، حمل العديد من الجنود كلا اللونين في حالة إصابتهم واحتياجهم لرعاية طبية من جانب العدو. كان القائد الأساسي لليبراليين على هذا الساحل هو خوسيه ماريا مونكادا، الذي حارب لجعل المنفي د. ساكاسا رئيسًا. هناك جنرال ليبرالي آخر هو أناستاسيو سوموزا غارسيا، الذي قاد جيشًا في الجزء الجنوبي الغربي من نيكاراغوا. أرسِل المارينز والبحارة الأمريكيين لاحتلال موانئ البلاد لإنشاء مناطق محايدة، والتي من شأنها منع القتال في هذه المناطق ودفع المتمردين الليبراليين إلى الداخل. كانت الولايات المتحدة قلقة جدًا بشأن الأمور في نيكاراغوا، إذ كانت حكومة المكسيك اليسارية تمد المتمردين بالسلاح.
لمحاولة وضع حد للنزاع، رتبت الولايات المتحدة هدنة وعيّنت لورانس دينيس للإشراف على ممثلي المحافظين والليبراليين في اجتماع على متن يو إس إس دنفر في 1 أكتوبر 1926. لم يتمخض المؤتمر عن شيء يُذكر واستؤنف القتال بعد ذلك بوقت قصير. في 11 نوفمبر 1926، استقال تشامورو من الرئاسة، تاركًا سيباستيان أوريزا يمسك بزمام السلطة. في 14 نوفمبر، أصبح أدولفو دياز، الذي أشارت إليه الولايات المتحدة باسم النيكاراغوي الخاص بنا، رئيسًا واعترفت به الولايات المتحدة. وعاد الدكتور ساكاسا إلى نيكاراغوا في 1 ديسمبر 1926، ووصل إلى ميناء بويرتو كابيزاس وأعلن حكومة منافسة، اعترفت بها المكسيك فقط. في يناير 1927، رفع الرئيس الأمريكي كالفن كوليدج حظر الأسلحة المفروض على حكومة نيكاراغوا، ما سمح لبلاده بتقديم مساعدة عسكرية للمحافظين بشكل قانوني.
بدأت قوات مونكادا السير غربًا نحو ماناغوا، وهزمت قوات المحافظين على طول الطريق. في هذه الأثناء، ضرب الليبراليون بقيادة فرانسيسكو باراغون مدينة شينانديغا، ما تسبب بإحدى أكثر المعارك تدميرًا في الحرب. اشتعلت المعركة من 6 إلى 9 فبراير 1927، وكان 500 من المحافظين يواجهون ما بين 600 و2000 مهاجم ليبرالي، وقُتل المئات من الجانبين. خلال القتال، دمرت النيران معظم المدينة. وقد نتج الحريق على الأرجح من جنود ليبراليين أو من اللصوص المدنيين، لكن كثيرين ألقوا باللوم على اثنين من الطيارين الأمريكيين الذين كانوا يحلقون فوق المنطقة لصالح حكومة المحافظين. في نهاية المطاف، طُرد المتمردين من المدينة بعد قتال مرير تبعهم في كل مكان.
مع تقدم الليبراليين في ماناغوا، وجدت الولايات المتحدة نفسها على حافة الحرب. لم يكن بوسعها السماح لنظام يساري مدعوم من المكسيك بالارتقاء إلى السلطة في المنطقة. استجاب دياز لمخاوف الأمريكيين من الشيوعية بقوله إن المتمردين كانوا بلاشفة بطبيعتهم. كانت طائرات الاستطلاع البحرية التي تطير لصالح المحافظين تتلقى بالفعل نيران من القوات الليبرالية من حين لآخر، رغم أن الضباط المتمردين الأكثر مسؤولية حاولوا منع الاشتباك مع الأمريكيين.

## ما بعد الكارثة
على الرغم من انتهاء القتال، واجه مشاة البحرية الأمريكية الليبراليين المنشقين، بقيادة فرانسيسكو سيكيرا ("الجنرال كابولا")، في معركة لاباز سنترو في 16 مايو 1927. أصيب أمريكيان بجروح قاتلة وأربعة عشر على الأقل لقي النيكاراغويون حتفهم في تبادل إطلاق النار. اعتبر أوغستو سيزار ساندينو التسوية السلمية خيانة وسيخوض حرب عصابات ضد مشاة البحرية والحرس الوطني النيكاراغوي حتى عام 1933. وقعت أول معركة لتمرده في أوكوتال في 16 يوليو 1927.